# Ricotia cretica
Ricotia cretica är en korsblommig växtart som beskrevs av Pierre Edmond Boissier och Theodor Heinrich von Heldreich. Ricotia cretica ingår i släktet Ricotia och familjen korsblommiga växter. Inga underarter finns listade i Catalogue of Life.